# Physalaemus marmoratus
Espèce
Synonymes
- Gomphobates marmoratus Reinhardt & Lütken, 1862 "1861"

Statut de conservation UICN

 LC  : Préoccupation mineure
Physalaemus marmoratus est une espèce d'amphibiens de la famille des Leptodactylidae.

## Répartition
Cette espèce se rencontre, :
- au Brésil dans les États de Bahia, d'Espírito Santo, de Goiás, du Mato Grosso, du Mato Grosso do Sul, du Minas Gerais, de Rio de Janeiro, de São Paulo ;
- au Paraguay.

Sa présence est incertaine en Bolivie.

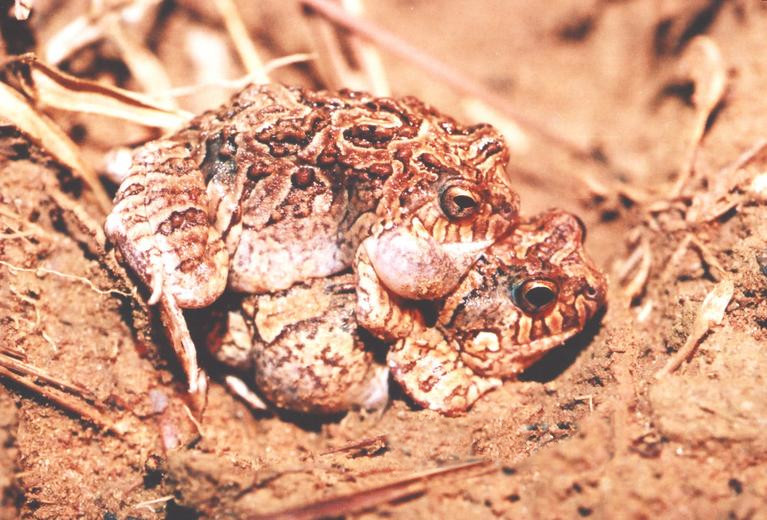
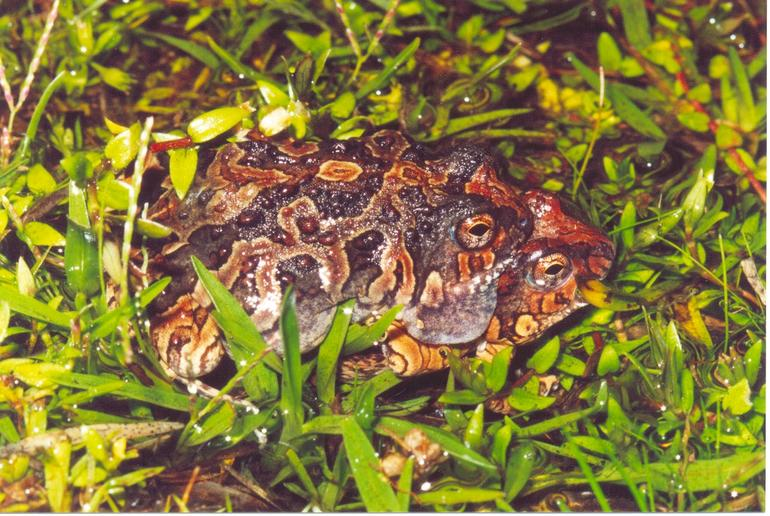
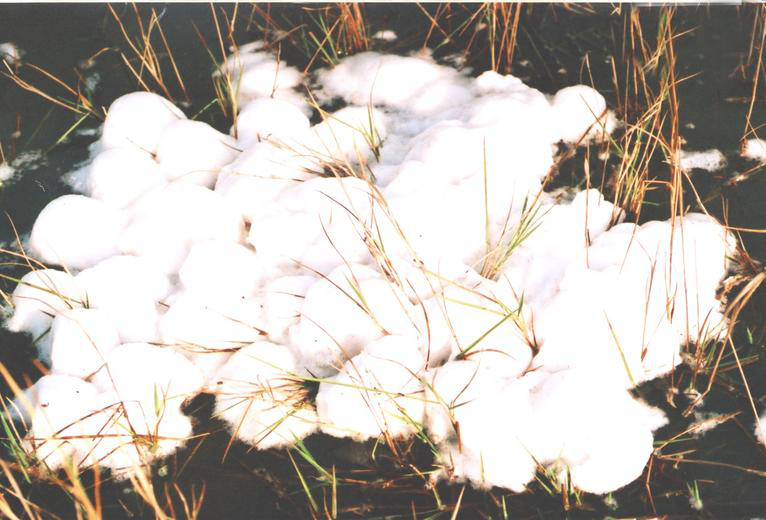

## Publication originale
- Reinhardt & Lütken, 1862 "1861" : Bidrag til Kundskab om Brasiliens Padder og Krybdyr. Förste Afdeling Paddern og Oglerne. Videnskabelige meddelelser fra den Naturhistoriske forening i Kjöbenhavn, vol. 1861, no 10/15, p. 143-242 (texte intégral).